# Unterkiefer von Mauer

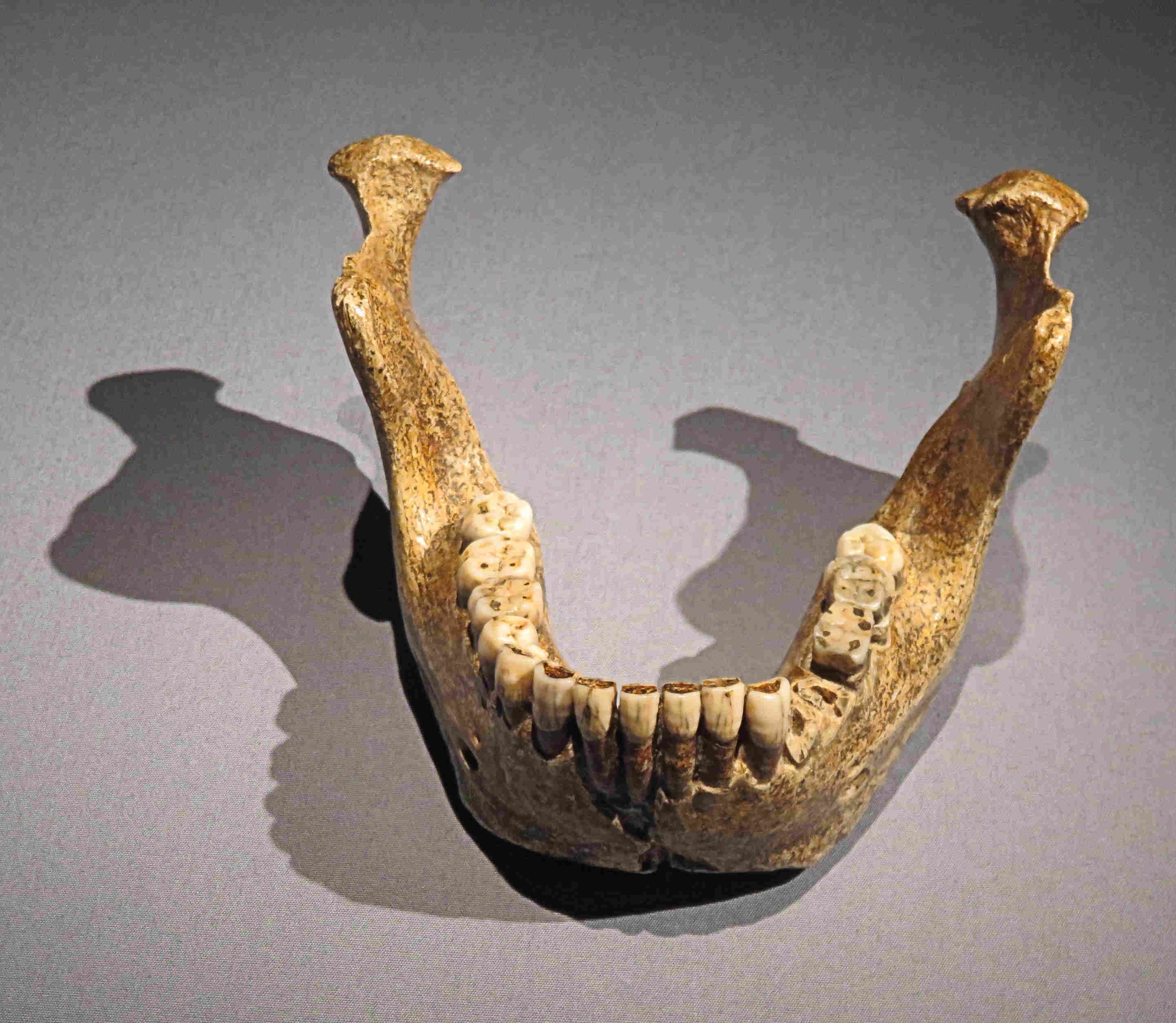
Der Unterkiefer von Mauer (Original).
Die beiden linken Prämolaren gingen durch unsachgemäße Verwahrung im Zweiten Weltkrieg verloren.

Der Unterkiefer von Mauer ist das bislang älteste Fossil der Gattung Homo, das in Deutschland geborgen wurde. Es wurde 1907 in der Sandgrube am Grafenrain der Gemeinde Mauer, rund zehn Kilometer südöstlich von Heidelberg, entdeckt. Der Unterkiefer von Mauer ist das Typusexemplar der Art Homo heidelbergensis. Von europäischen Forschern wird der Fund auch als Homo erectus heidelbergensis bezeichnet und somit als Unterart zu Homo erectus gestellt. Das Alter des Unterkiefers konnte im Jahr 2010 erstmals absolut datiert werden und soll demnach 609.000 ± 40.000 Jahre betragen. Zuvor war in der wissenschaftlichen Literatur anhand relativer Datierungsmethoden ein Alter von entweder rund 600.000 oder von rund 500.000 Jahren als wahrscheinlich bezeichnet worden.

## Fundgeschichte
Am 21. Oktober 1907 legte der Sandgräber Daniel Hartmann (1854–1952) in der Bausandgrube im Gewann Grafenrain der Gemeinde Mauer 24,63 Meter unter der damaligen Geländeoberfläche mit seiner Schaufel einen Unterkiefer frei, in dem er den Überrest eines Menschen erkannte. Dies war ihm möglich, da der Heidelberger Privatgelehrte Otto Schoetensack (1850–1912) die Arbeiter der Sandgrube seit 20 Jahren dazu angehalten hatte, auf Fossilien zu achten, nachdem 1887 in dieser Sandgrube der gut erhaltene Schädel eines Waldelefanten zutage gekommen war. Schoetensack hatte die Arbeiter zudem anhand von rezenten Beispielen das Aussehen von Menschenknochen gelehrt und die Sandgrube häufig „auf Spuren des Menschen“ kontrolliert.
Der Unterkiefer wurde beim Sandschippen durch die Luft geschleudert und erst entdeckt, nachdem er bereits in der Mitte – an der Symphyse – in zwei Teile zerbrochen war. An der linken Seite platzte zugleich ein Stück ab, das auch später nicht mehr gefunden wurde. Es hafteten zudem „neben und an den Eck- und Backenzähnen des Unterkiefers dicke verfestigte Krusten von ziemlich grobem Sand, ein Charakteristikum der aus den Mauerer Sanden stammenden Fossilien. Die Verkittung ist durch kohlensauren Kalk erfolgt. An der linken Kieferhälfte lag außerdem auf den Prämolaren und beiden ersten Molaren, fest verbunden mit dem Sande, ein sechs Zentimeter langes und etwa vier Zentimeter breites Geröll von Kalkstein, vermutlich Muschelkalk.“
Schoetensack wurde vom Pächter der Sandgrube umgehend über den Fund informiert. Er untersuchte Fundstelle und Unterkiefer und legte die Ergebnisse seiner Studien im Herbst des folgenden Jahres in einer Monografie vor, der er den Titel gab: „Der Unterkiefer des Homo Heidelbergensis aus den Sanden von Mauer bei Heidelberg“. Am 19. November 1907 hatte Schoetensack in einer notariell beglaubigten Urkunde bereits vermerkt, dass der Grubenpächter Josef Rösch (1838–1925) den Fund als Schenkung der Universität Heidelberg überlasse; in deren Geologisch-Paläontologischem Institut wird der Unterkiefer noch immer verwahrt. Er ist heute „der wertvollste Gegenstand in den naturwissenschaftlichen Sammlungen der Universität Heidelberg“. Auf der rechten Innenseite des Unterkiefers ist im Bereich des Gelenks mit schwarzer Schrift in Kapitälchen die Sammlungsnummer des Fossils vermerkt: „GPIH 1“ und darunter „MAUER 1“.
Weitere Funde in der Sandgrube von Mauer sind die ab 1924 von Karl Friedrich Hormuth (1904–1992) aufgefundenen Hornstein-Artefakte, die als Werkzeuge des Homo heidelbergensis interpretiert werden, sowie das 1933 von Wilhelm Freudenberg (1881–1960) entdeckte Stirnbein-Fragment, das möglicherweise auch Homo heidelbergensis zugerechnet werden kann.

## Fundbeschreibung

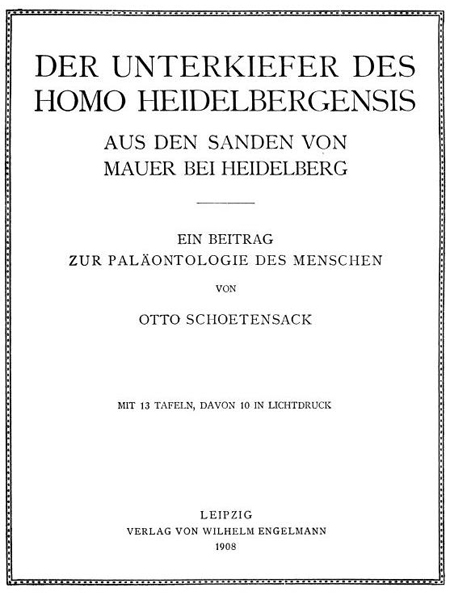
Titelseite der Erstbeschreibung

Die 1908 in der Erstbeschreibung des Unterkiefers von Mauer durch Otto Schoetensack vorgelegte anatomische Analyse beruhte wesentlich auf der Expertise des Breslauer Hochschullehrers Hermann Klaatsch; dies wurde aber nur in einer knappen Danksagung in deren Vorwort angedeutet.
In seiner Erstbeschreibung schrieb Schoetensack, die „Eigenart unseres Objektes“ dränge sich „auf den ersten Blick auf“, da „ein gewisses Mißverhältnis zwischen dem Kiefer und den Zähnen“ unverkennbar sei: „Die Zähne sind zu klein für den Knochen. Der vorhandene Raum würde ihnen eine ganz andere Entfaltung gestatten.“ Und weiter heißt es über das Fundstück:
„Es zeigt eine Kombination von Merkmalen, wie sie bisher weder an einer recenten noch fossilen menschlichen Mandibula angetroffen worden ist. Selbst dem Fachmann wäre es nicht zu verargen, wenn er sie nur zögernd als menschliche anerkennen würde: Fehlt ihr doch dasjenige Merkmal gänzlich, welches als specifisch menschlich gilt, nämlich ein äußerer Vorsprung der Kinnregion, und findet sich doch dieser Mangel vereinigt mit äußerst befremdlichen Dimensionen des Unterkieferkörpers (…). Der absolut sichere Beweis dafür, daß wir es mit einem menschlichen Teile zu tun haben, liegt lediglich in der Beschaffenheit des Gebisses. Die vollständig erhaltenen Zähne tragen den Stempel ‚Mensch‘ zur Evidenz: Die Canini zeigen keine Spur einer stärkeren Ausprägung den anderen Zahngruppen gegenüber. Diesen ist insgesamt die gemäßigte und harmonische Ausbildung eigen, wie sie die recente Menschheit besitzt.“
Charakteristisch für den Unterkiefer sind demnach zum einen das fehlende Kinn, zum anderen die erheblichen Ausmaße des Unterkieferknochens, auf dem hinter dem Weisheitszahn noch ein 4. Backenzahn hätte Platz finden können. Da auch der 3. Backenzahn (der sogenannte Weisheitszahn) vorhanden, das Dentin aber nur an wenigen Stellen freigelegt ist, wird das Lebensalter beim Eintritt des Todes auf ca. 20 bis 30 Jahre geschätzt.
Schoetensack schloss aus der Ähnlichkeit des Gebisses auf die Verwandtschaft zum Menschen der Gegenwart (Homo sapiens) und stellte den Unterkiefer daher zur Gattung Homo – eine Sichtweise, die auch heute noch einhellig von den Paläoanthropologen vertreten wird. Aus dem Umstand, dass dem Unterkiefer – im Unterschied zum modernen Menschen – unter anderem das Kinn fehlt, leitete Schoetensack die Berechtigung ab, eine neue Art mit dem Art-Epitheton heidelbergensis zu definieren. Durch den Untertitel seiner Erstbeschreibung – „Ein Beitrag zur Paläontologie des Menschen“ – bezog Schoetensack zugleich auf Seiten des Darwinismus „eindeutig Position in der großen Auseinandersetzung seiner Zeit über die Entstehung des Menschen: nämlich dass der Mensch sich aus dem Tierreich heraus entwickelt hat und nicht bereits als fertiges Wesen einem biblischen Schöpfungsakt zu verdanken sei.“
Über die genaue Position des Unterkiefers von Mauer in der Ahnenkette des modernen Menschen äußerte sich Schoetensack nur vorsichtig: Er schrieb in seiner Studie zurückhaltend, dass es „möglich erscheint, daß der Homo Heidelbergensis der Vorfahrenreihe des europäischen Menschen“ angehöre und – nach eingehenden Vergleichen mit anderen europäischen Fossilien – an anderer Stelle gleichermaßen vage: „Wir müssen daher die Mandibula des Homo Heidelbergensis als präneandertaloid bezeichnen.“ Die Einordnung des Unterkiefers von Mauer in die Zeit vor den Neandertalern erwies sich als zutreffend.
Falsch lag Schoetensack – wie viele seiner Fachkollegen um die Wende zum 20. Jahrhundert – allerdings mit der Abschätzung der verwandtschaftlichen Nähe des Unterkiefers von Mauer mit den Menschenaffen (Hominiden): „Die Mandibula des Homo Heidelbergensis läßt den Urzustand erkennen, welcher dem gemeinsamen Vorfahren der Menschheit und der Menschenaffen zukam.“ 1924 wurde im heutigen Südafrika das bis dahin älteste Fossil aus dem Formenkreis der Hominiden entdeckt – das Kind von Taung – das rund zwei Millionen Jahre älter ist als der Unterkiefer von Mauer und trotz seines hohen Alters nicht an der gemeinsamen Basis von Menschen und Menschenaffen steht.

## Datierung

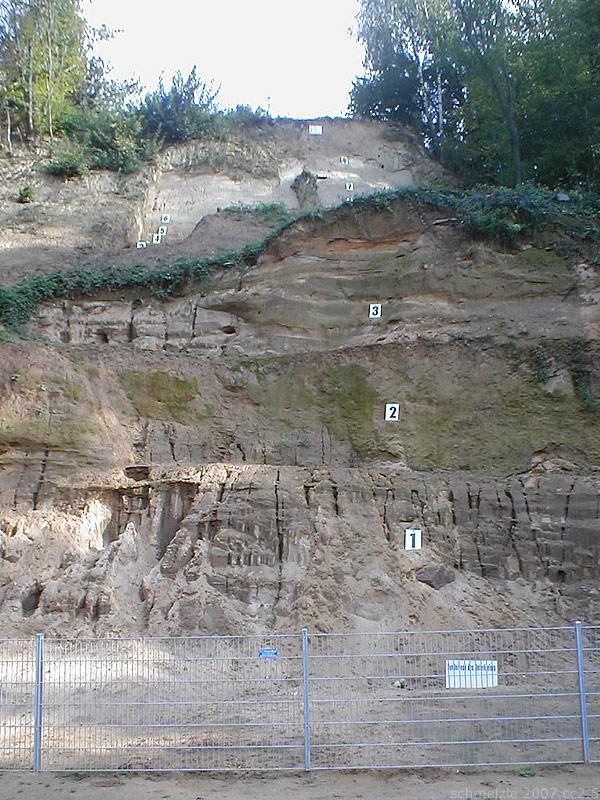
Sedimentschichten am Grubenrand im Jahr 2007

Otto Schoetensack ließ die Fundstelle am Boden der Sandgrube mit einem Gedenkstein markieren, auf dem eine horizontale Linie das Fundniveau darstellte. Ob sein Wunsch erfüllt wurde, dieser Stein möge liegen bleiben, auch wenn die Sandgrube dereinst wieder verfüllt werde, ist unbekannt; tatsächlich wurde jener Teil der Grube, in dem der Unterkiefer zutage trat, in den 1930er-Jahren mit Abraum verfüllt, anschließend als Ackerland renaturiert und 1982 zum Naturschutzgebiet erklärt; die Fundstelle ist daher der Forschung nicht mehr zugänglich. Eine absolute Datierung der Fundstelle mit Hilfe moderner wissenschaftlicher Verfahren war daher bislang unmöglich. Ersatzweise wurde wiederholt versucht, mit Hilfe stratigrafischer Methoden das Alter des Fossils zumindest einzugrenzen.
Die nur zehn Zentimeter dicke Fundschicht war bereits von Schoetensack als „Geröllschicht, durch kohlensauren Kalk etwas verkittet, mit ganz dünnen Lagen von Letten, der mit HCl schwach braust“, beschrieben worden. Über und unter der Fundschicht lagerten Sand in diversen abgrenzbaren Schichten und anderes Material, das sich im Verlauf von Jahrtausenden am Rande eines früheren Neckar-Bogens abgelagert hatte. Im Vorwort seiner Studie heißt es: „Das Alter dieser Sande wird nach den darin angetroffenen Säugetierresten gemeinhin als altdiluvial angegeben; einige darin vertretene Arten lassen aber auch deutliche Beziehungen zu den jüngsten Abschnitten des Tertiärs, dem Pliozän, erkennen.“ Nach heutiger Datierung würden diese Angaben eine untere Altersgrenze von rund 780.000 Jahren und eine obere von mehreren Millionen Jahren bedeuten.
Obwohl Schoetensack ausführlich zahlreiche fossile Tierarten beschreibt, deren Überreste in der Sandgrube gefunden wurden, hat er offenbar nicht versucht, gezielt die von ihm als „Schicht 4“ bezeichnete Fundschicht des Unterkiefers nach Fossilien zu durchsuchen. Stattdessen führt er in seiner Schrift seitenweise Funde an, deren Zuordnung zu bestimmten Fundschichten ihm offenbar nicht möglich ist. Eine relative Datierung anhand von Begleitfunden ist daher anhand des von ihm vorgestellten Materials nicht möglich.
In der 2007 zum 100. Jahrestag der Entdeckung veröffentlichten wissenschaftlichen Festschrift wurde daher beklagt, dass „für die geologische Altersbestimmung des Unterkiefers von Homo heidelbergensis immer noch keine befriedigenden exakten Daten vorlagen.“ Anhand von Kleinfossilien aus Mauer konnte seit 1995 immerhin das Alter der Mauerer Sande zunehmend besser eingegrenzt werden; zudem wurde versucht, in noch zugänglichen, benachbarten Sandgruben eine absolute Datierung durchzuführen. Bis heute jedoch konnten sich die Forscher nicht einigen, welche von mehreren möglichen Schichten, die jeweils zur Cromer-Warmzeit gehören, mit der Fundschicht aus der Grube Grafenrain identisch sind. So kommt es dazu, dass die Gemeinde Mauer auf ihrer Webseite dem Fund ein Alter „von mehr als 600.000 Jahren“ zuschreibt, der Gedenkstein hingegen ein Alter von 500.000 Jahren nennt. Als gesichert gilt für das Alter der „Schicht 4“ derzeit eine Spanne von 474.000 bis 621.000 Jahren, wobei das Fossil entweder dem jüngeren Bereich (um 500.000) oder dem älteren (um 600.000) entstammt.
Im November 2010 wurde schließlich in den Proceedings of the National Academy of Sciences mit Hilfe der Infrarot-Radiofluoreszenz (IR-RF) eine Datierung von Sandkörnern und mit Hilfe einer kombinierten Elektronenspinresonanz- und Uran-Thorium-Datierung eine Datierung von Zähnen publiziert, aus denen ein Alter des Fossils von 609.000 ± 40.000 Jahren abgeleitet wurde.

## Verwandtschaft mit dem modernen Menschen

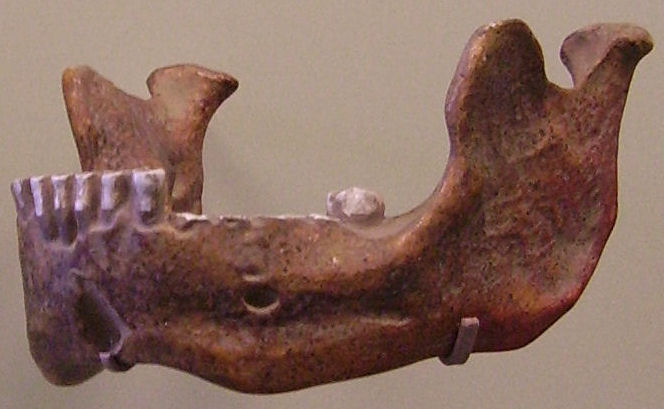
Nachbildung des Unterkiefers von Mauer, Seitenansicht nach links.

Der Unterkiefer von Mauer ist das Typusexemplar für die Spezies Homo heidelbergensis. „Die anatomischen Verhältnisse sind eindeutig primitiver als bei Neandertalern, aber bei harmonisch gerundetem Zahnbogen und kompletter Zahnreihe schon ‚typisch menschlich‘.“ Aus diesem Umstand – einerseits der Abgrenzbarkeit zum zeitlich späteren Neandertaler, andererseits zu den älteren, als Homo erectus bezeichneten Fossilfunden – wird auch heute noch von zahlreichen Forschern die Berechtigung abgeleitet, den Unterkiefer einer eigenständigen Chronospezies zuzuordnen: Beispielsweise steht Homo heidelbergensis Chris Stringer zufolge zwischen einerseits Homo erectus, andererseits Neandertaler und Homo sapiens und ist aus dieser Sicht der letzte gemeinsame Vorfahre von Neandertaler und anatomisch modernem Menschen.
Andere Forscher halten dem entgegen, dass die stammesgeschichtliche Entwicklung in Afrika und Europa gleitend von Homo erectus über die zu Homo heidelbergensis gestellten Funde zum Neandertaler verlief; jede Grenzziehung sei willkürlich, weswegen diese Forscher auf die Bezeichnung Homo heidelbergensis verzichten. Sie ordnen daher auch den Unterkiefer von Mauer als lokale (europäische) Spätform des Homo erectus ein.
Einigkeit herrscht jedoch in der Paläoanthropologie darüber, dass der Unterkiefer von Mauer nicht der unmittelbaren Vorfahrenreihe des modernen Menschen angehört. Er gilt vielmehr als Nachfahre einer frühen Besiedelung Europas und Asiens (je nach gewählter Terminologie durch Homo erectus bzw. Homo heidelbergensis), dessen älteste Fossilfunde außerhalb Afrikas rund 1,8 Millionen Jahre alt sind. Letzter Nachfahre dieser Erstbesiedelung waren in Europa die Neandertaler, die vor ca. 40.000 Jahren ausstarben. Erst in einer zweiten Ausbreitungswelle der Gattung Homo drangen vor 50.000 Jahren die ersten Angehörigen der Art Homo sapiens nach Europa vor, zu deren Nachfahren die heutigen Menschen zählen.

## Lebensraum

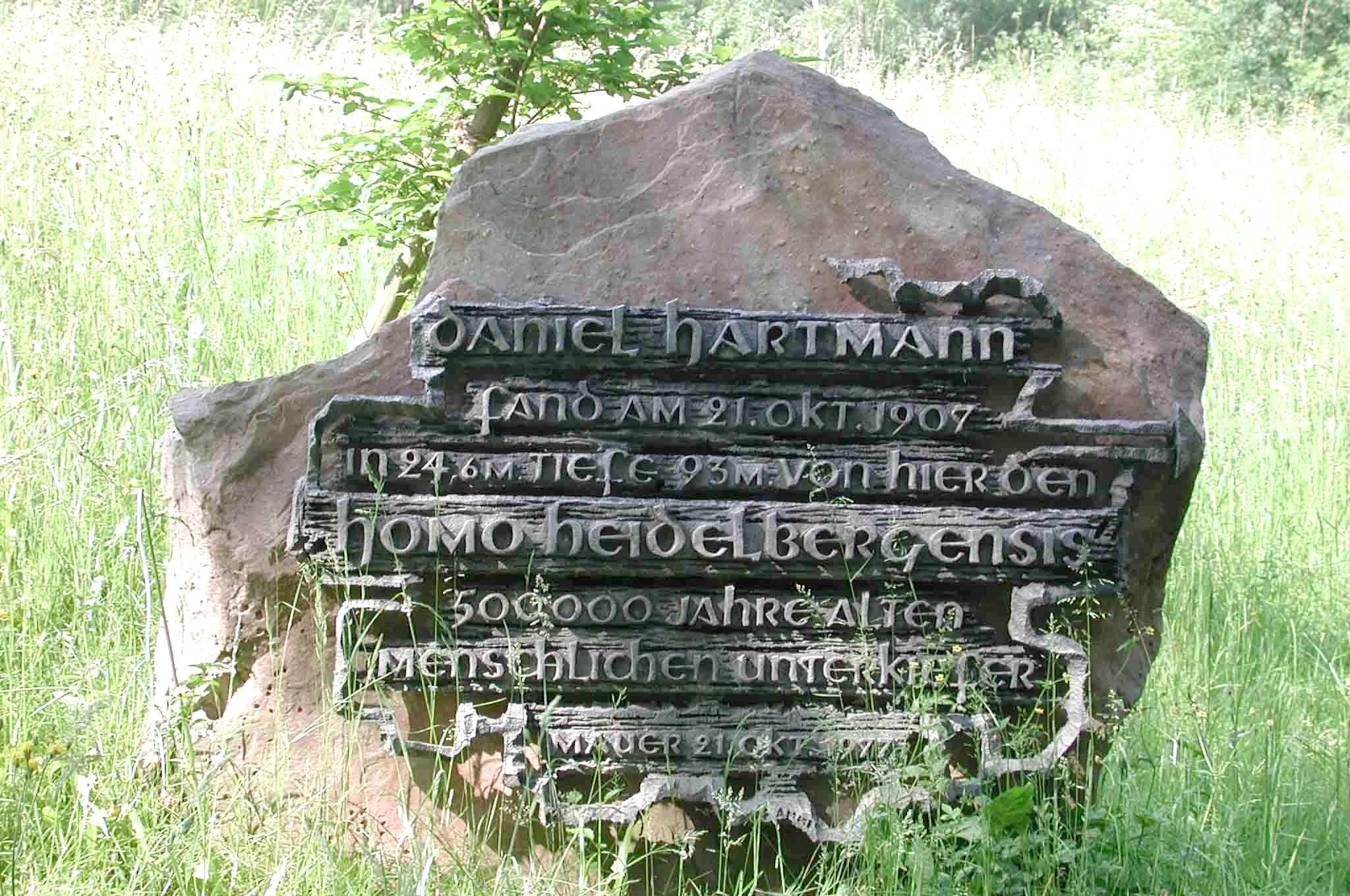
Gedenkstein für Daniel Hartmann, enthüllt 1977, anlässlich der siebzigsten Wiederkehr seines Fundes des Unterkiefers von Mauer am 21. Oktober im Jahr 1907 unweit dieses Gedenksteins.

So unsicher wie die genaue Datierung des Unterkiefers von Mauer bis vor kurzem war, so unsicher ist noch immer die Zuordnung anderer Fossilien zu dessen Fundschicht. Solche Begleitfossilien sind jedoch die einzigen unmittelbaren Anhaltspunkte, um den Lebensraum eines Fundes rekonstruieren zu können. Erst 1991 wurden in der stillgelegten Sandgrube Grafenrain zwei Forschungsbohrungen niedergebracht. Ferner wurden seit 1995 mehrere Dutzend Kubikmeter Sand gesiebt auf der Suche nach Kleinfossilien, die Aufschluss über damals dort angesiedelte Arten geben könnten. Jedoch eigneten sich auch die tatsächlich entdeckten Mäusezähne nicht für eine genauere Datierung der Fundschicht, da diese Mäuse über eine zu lange Zeitspanne hinweg anatomisch nahezu unverändert lebten. Aufgrund pollenanalytischer Befunde in ähnlichen Vegetationsräumen kann der Lebensraum während der Cromer-Warmzeit immerhin beschrieben werden „durch Auenwälder in den Flussniederungen, Waldbestand an den Hängen und offenem Waldbestand auf den Höhen, die - bedingt durch das Kluftwassersystem des Gebirges aus Buntsandstein und Muschelkalk (ohne Lössbedeckung) - eher trockene Standorte waren.“
Die aus verschiedenen Schichten der Sandgrube Grafenrain freigelegten Tierfossilien, die zur gleichen Warmzeit-Epoche wie die Fundschicht gehören und eindeutig identifiziert sind, gaben dem Autor eines Zeit-Artikels im Jahr 2007 Anstoß zu einem weiteren feuilletonistischen Lebensbild:
„Zwischen Fichten, Birken und Eichen tummelten sich Flughörnchen, Reh, Hirsch, Elch und Wildschwein. Durch den Boden krochen Maulwurf und Spitzmaus. Und in den Lauf des Urneckars bauten Biber ihre Dämme. Über die offenen Landschaften flitzten Feldhasen, galoppierten Pferde. Theoretisch bot die Natur auch Steaks von Waldelefant, Wollnashorn und Flusspferd. Ob der Heidelberger sich an solche Beute wagte, muss man bezweifeln. Bestimmt nahm er Reißaus vor Bär, Wolf, Leopard, Säbelzahntiger und Hyäne.“

## Originalaufnahmen aus der Erstbeschreibung

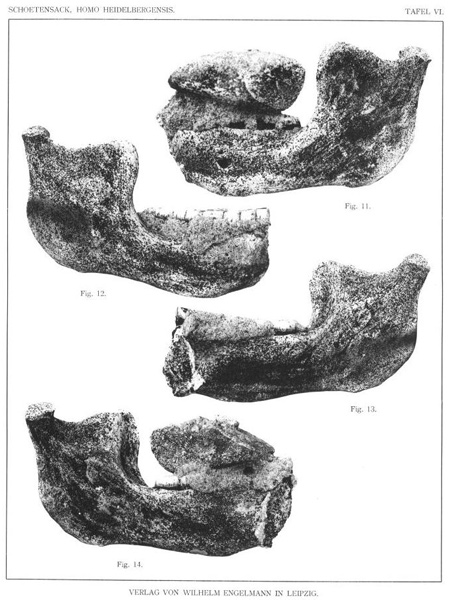
Zustand bei Entdeckung
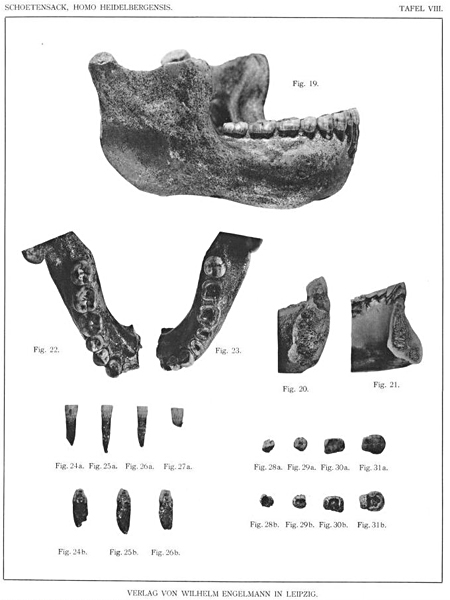
Zustand nach Säuberung
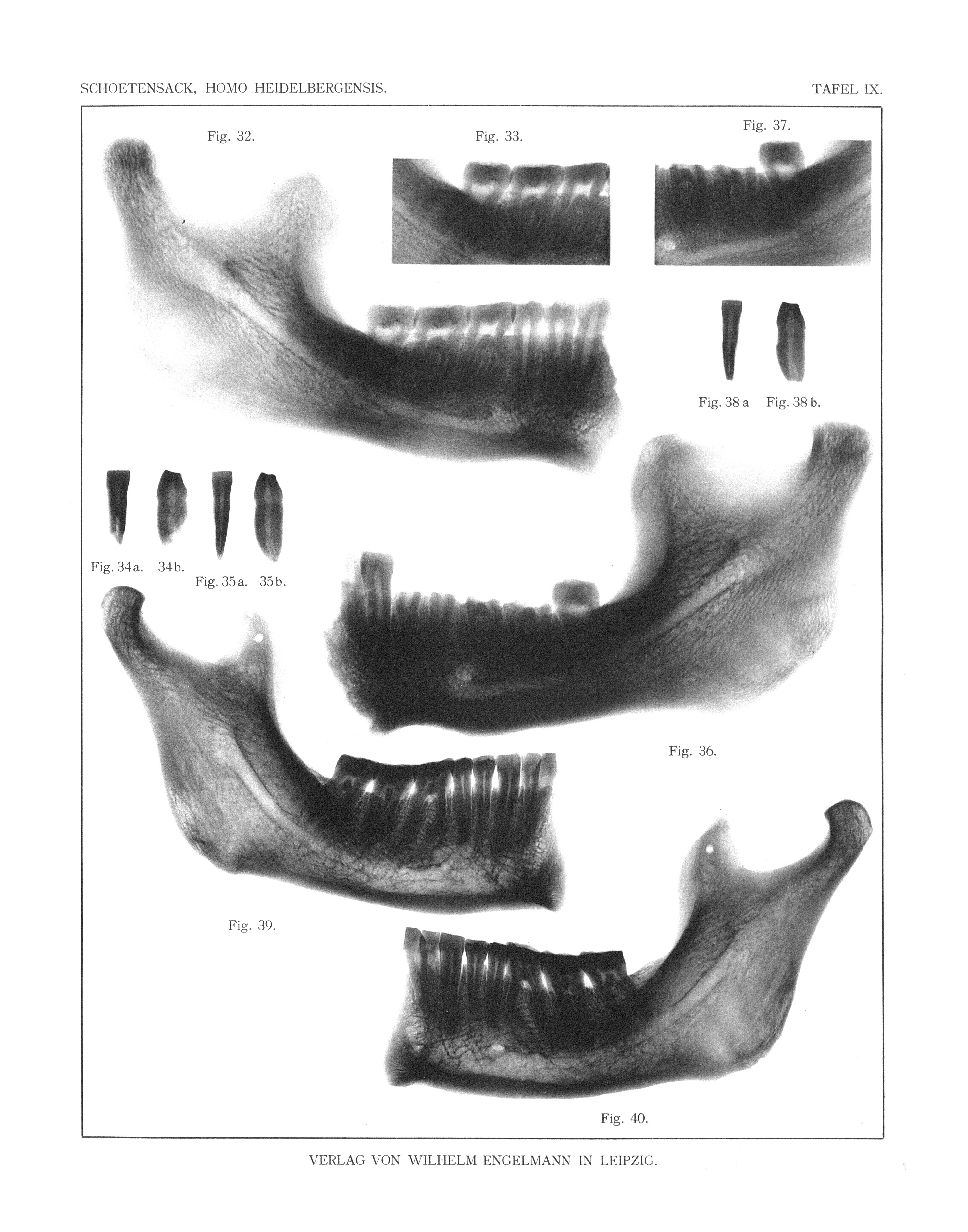
Röntgenaufnahmen
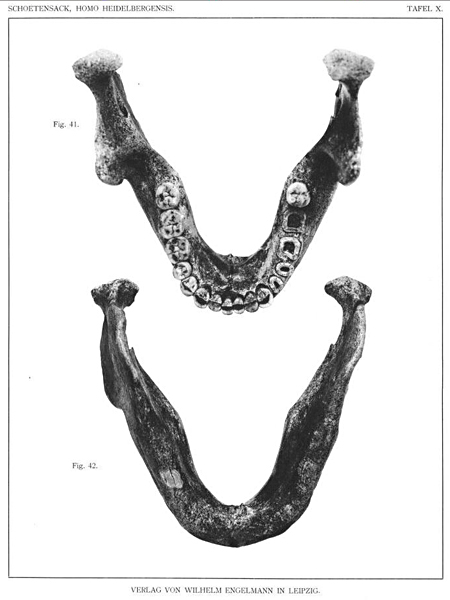
Ober- und Unteransicht

## Belege
1. ↑  Beschreibung des Unterkiefers auf der Webseite des Vereins Homo heidelbergensis von Mauer e. V.
2. ↑  Otto Schoetensack: Der Unterkiefer des Homo Heidelbergensis aus den Sanden von Mauer bei Heidelberg. Ein Beitrag zur Paläontologie des Menschen. Leipzig, 1908, Verlag von Wilhelm Engelmann
3. 1 2  Günther A. Wagner u. a.: Radiometric dating of the type-site for Homo heidelbergensis at Mauer, Germany. In: Proceedings of the National Academy of Sciences. Band 107, Nr. 46, 2010, S. 19726–19730 doi:10.1073/pnas.1012722107.
4. ↑  H. Dieter Schreiber u. a.: Die Tierwelt der Mauerer Waldzeit. In: Günther A. Wagner u. a. (Hrsg.): Homo heidelbergensis. Schlüsselfund der Menschheitsgeschichte. Konrad Theiss Verlag,  Stuttgart 2007, S. 146.
5. 1 2  Schoetensack, S. 23.
6. ↑  Schoetensack, S. 23. Die Entfernung der Kalkkrusten führte später zu weiteren Beschädigungen, u. a. platzten bei einigen Zähnen winzige Splitter des Zahnschmelzes ab. Als Folge einer unsachgemäßen Auslagerung gingen im Zweiten Weltkrieg zudem die zwei linken Prämolaren verloren (laut Dietrich Wegner: Der Fund. In: Günther A. Wagner u. a., S. 42).
7. ↑  Schoetensack, S. 24.
8. ↑  Dietrich Wegner: Der Fund. In: Günther A. Wagner u. a., S. 19.
9. ↑  GPIH steht für Geologisch-Paläontologisches Institut Heidelberg.
10. ↑  Dietrich Wegner: Der Fund. In: Günther A. Wagner u. a., S. 38. – Worauf Hermann Klaatsch in einem Nachruf auf Schoetensack hinweist: „Wie in Fachkreisen fast allgemein bekannt, ist die anatomische Bearbeitung des Heidelberger Unterkiefers sachlich und textlich in der Hauptsache mein Werk. (…) Die einzige kleine Trübung unseres sonst idealen Freundschaftsbundes war es, daß Schoetensack sich nicht dazu verstehen wollte, auf dem Titel seiner Monographie die Mitarbeiterschaft bekannt zu geben.“ Klaatsch erwähnt an gleicher Stelle, dass die genaue Beschreibung der Zähne ebenfalls nicht von Schoetensack, sondern von Gottlieb Port erarbeitet worden sei.
11. ↑  Schoetensack, S. 25–26.
12. ↑  Johanna Kontny u. a.: Reisetagebuch eines Fossils. In: Günther A. Wagner u. a., S. 48. – Durch intensives Kauen wird der Zahnschmelz allmählich abgetragen und das Dentin freigelegt; daher kann das Ausmaß dieses Abriebs als Anhaltspunkt für die Abschätzung des Lebensalters genutzt werden.
13. ↑  Günther A. Wagner: 100 Jahre Homo heidelbergensis aus Mauer. In: Günther A. Wagner u. a., S. 15.
14. ↑  Schoetensack, S. 34.
15. ↑  Schoetensack, S. 40.
16. ↑  Schoetensack, S. 44.
17. 1 2  Schoetensack, S. 4.
18. ↑  H. Dieter Schreiber u. a.: Die Tierwelt der Mauerer Waldzeit. In: Günther A. Wagner u. a., S. 129.
19. ↑  Urmenschenfund. Auf: gemeinde-mauer.de, eingesehen am 27. August 2015. Diese Angabe bezieht sich offenbar auf die Schicht MIS 15 der Cromer-Warmzeit, die auf ein Alter von 621.000 bis 568.000 Jahren datiert wird; vergl. dazu: Günther A. Wagner: Altersbestimmung: Der lange Atem der Menschwerdung. In: Günther A. Wagner u. a., S. 224.
20. ↑  Diese Zeitspanne bezieht sich auf die Schicht MIS 13 der Cromer-Warmzeit, die auf ein Alter von 528.000 bis 474.000 Jahren datiert wird.
21. ↑  Johanna Kontny u. a.: Reisetagebuch eines Fossils. In: Günther A. Wagner u. a., S. 44.
22. ↑  Chris Stringer: Comment: What makes a modern human. In: Nature. Band 485, Nr. 7396, 2012, S. 33–35 (hier S. 34), doi:10.1038/485033a
23. ↑  Hierzu zählte noch im Jahr 2010 auch das Geologisch-Paläontologische Institut der Universität Heidelberg, das den Unterkiefer seit 1908 verwahrt und ihn als Homo erectus heidelbergensis auswies. Inzwischen wird er jedoch auch in Heidelberg als Homo heidelbergensis bezeichnet, siehe Sammlung des Instituts für Geowissenschaften.
24. ↑  In Asien haben möglicherweise ebenfalls noch geraume Zeit Nachfahren dieser frühen Besiedelung überlebt; die genaue Zuordnung der Funde von Homo floresiensis ist allerdings derzeit noch umstritten.
25. ↑  Günther A. Wagner: 100 Jahre Homo heidelbergensis aus Mauer. In: Günther A. Wagner u. a., S. 18.
26. ↑  H. Dieter Schreiber u. a.: Die Tierwelt der Mauerer Waldzeit. In: Günther A. Wagner u. a., S. 145.
27. ↑  Urs Willmann: Der multiple Adam. In: Die Zeit. Nr. 43 vom 18. Oktober 2007, S. 43, Volltext (Memento vom 2. Februar 2008 im Internet Archive).